# العزيزية (محافظة المهد)
العزيزية، قرية من قرى محافظة المهد، والتابعة لمنطقة المدينة المنورة في السعودية. تقع في جنوب شرق المدينة المنورة، وتبعد عنها بمسافة تقارب ( 180) كيلو متر، وعن مهد الذهب بمسافة تقارب ( 10) كيلو متر.

## نبذة
من القرى الحديثة، اشتق اسمها من سكانها «بني عزيز» وهم فخذ من قبيلة مطير.